# Riviera spezzina

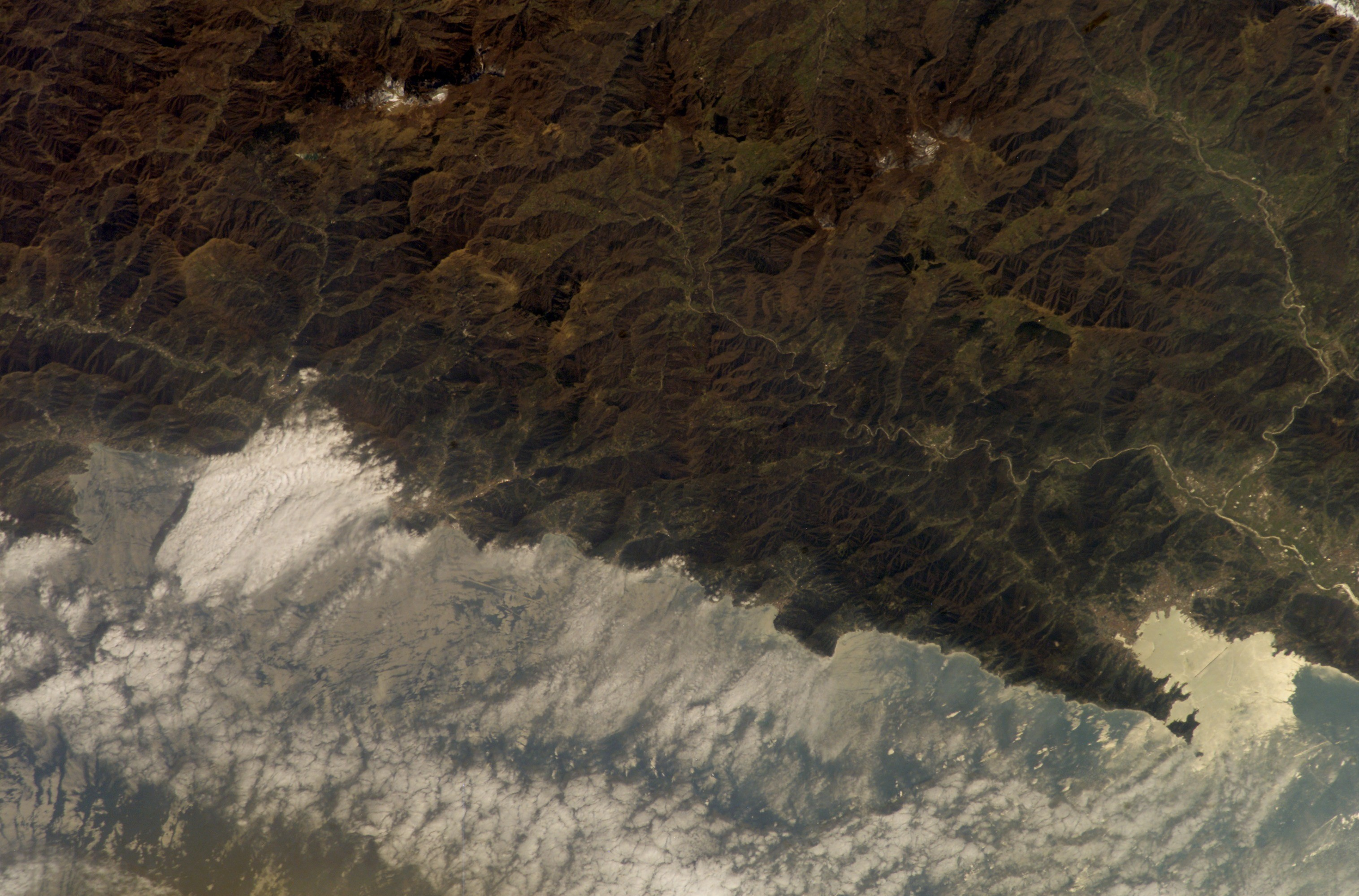
Immagine satellitare della costa della Riviera spezzina.

La Riviera spezzina è una porzione della Riviera di Levante della Liguria, interamente sviluppata nella provincia della Spezia che va da Deiva Marina a Portovenere.
La Riviera spezzina appartiene al più ampio comprensorio denominato Baie del Levante.
Questo tratto di litorale è una costa caratterizzata da forti pendii che calano a mare, in un caratteristico paesaggio a terrazzamenti o fasce. 
I borghi principali nascono su promontori o nelle insenature più riparate, caratterizzando la costa con una bassa densità di antropizzazione ma concentrata in poche zone. Una delle caratteristiche principali del territorio sono le Cinque Terre, cinque caratteristici borghi costruiti sulla costa e dal 1997, insieme a Portovenere ed alle isole Palmaria, Tino e Tinetto, sono state inserite tra i Patrimoni dell'umanità dell'UNESCO.
Essa rappresenta una delle quattro partizioni in cui è possibile suddividere la Provincia della Spezia, insieme al Golfo dei Poeti, alla Val di Vara e alla Val di Magra, ed è sotto la tutela della Comunità montana della Riviera Spezzina, dell'Area marina protetta Cinque Terre e del Parco nazionale delle Cinque Terre.

## Ferrovia
Le stazioni della Ferrovia sono le seguenti
- La Spezia Centrale
- Riomaggiore
- Manarola
- Corniglia
- Vernazza
- Monterosso al Mare
- Levanto
- Bonassola
- Framura
- Deiva Marina

## Geografia
Tutta la costa, partendo da La Spezia arrivando al comune di Deiva Marina, è rocciosa e le poche spiagge che si trovano sul litorale sono quelle vicine ai più grandi centri abitati. Inoltre queste spiagge sono quasi totalmente prive di sabbia fine, create da rena più grossolana.
Tutto lo specchio di mare adiacente alle Cinque Terre, partendo da Riomaggiore, arrivando a Monterosso, più di preciso al promontorio del monte Mesco, è situato un Parco Nazionale e questo comporta delle restrizioni per quanto riguarda l'attività subacquea e il transito di natanti.
Il comune di Portovenere è quello situato più a est rispetto alla Riviera Spezzina. Comprende anche L'Isola Palmaria e il Tino, entrambe sotto il controllo della Marina Militare Italiana. Dal comune spezzino parte un sentiero del CAI, l'Alta Via delle 5 Terre (AV5T), che costeggia tutta la costa rocciosa e arriva nell'abitato di Campiglia, già nel comune di Riomaggiore. In questa località vi partono delle vecchie mulattiere che scendono verso il mare, una fascia di classici terrazzi liguri, denominata Tramonti. Zona in cui fino agli anni ottanta veniva coltivata la vite da cui nasceva il vino "Sciacchetrà", il passito delle 5 Terre. Oramai le viti, i classici terrazzi delle 5 terre, che comprendevano questa zona, sono quasi totalmente lasciate ai rovi e alle sterpaglie. Molte cantine che una volta servivano ai viticoltori, per i loro lavori, sono state abbandonate per via della fatica del trasporto in quelle aspre terre. Questo salvo tre piccoli centri, Monesteroli, Schiara e Fossoli, dove esistono ancora un piccolo centro di case non abbandonate, conservate molto bene, adibite più che altro al turismo con creazione di B&B.
Continuando il sentiero da Campiglia, si raggiunge il centro di Riomaggiore, primo comune delle 5 Terre. Un sentiero, ormai chiuso da molti anni, causa di una grossa frana, collega il borgo di Riomaggiore con il borgo di Manarola. Questa mulattiera è la famosa "Via dell'Amore".

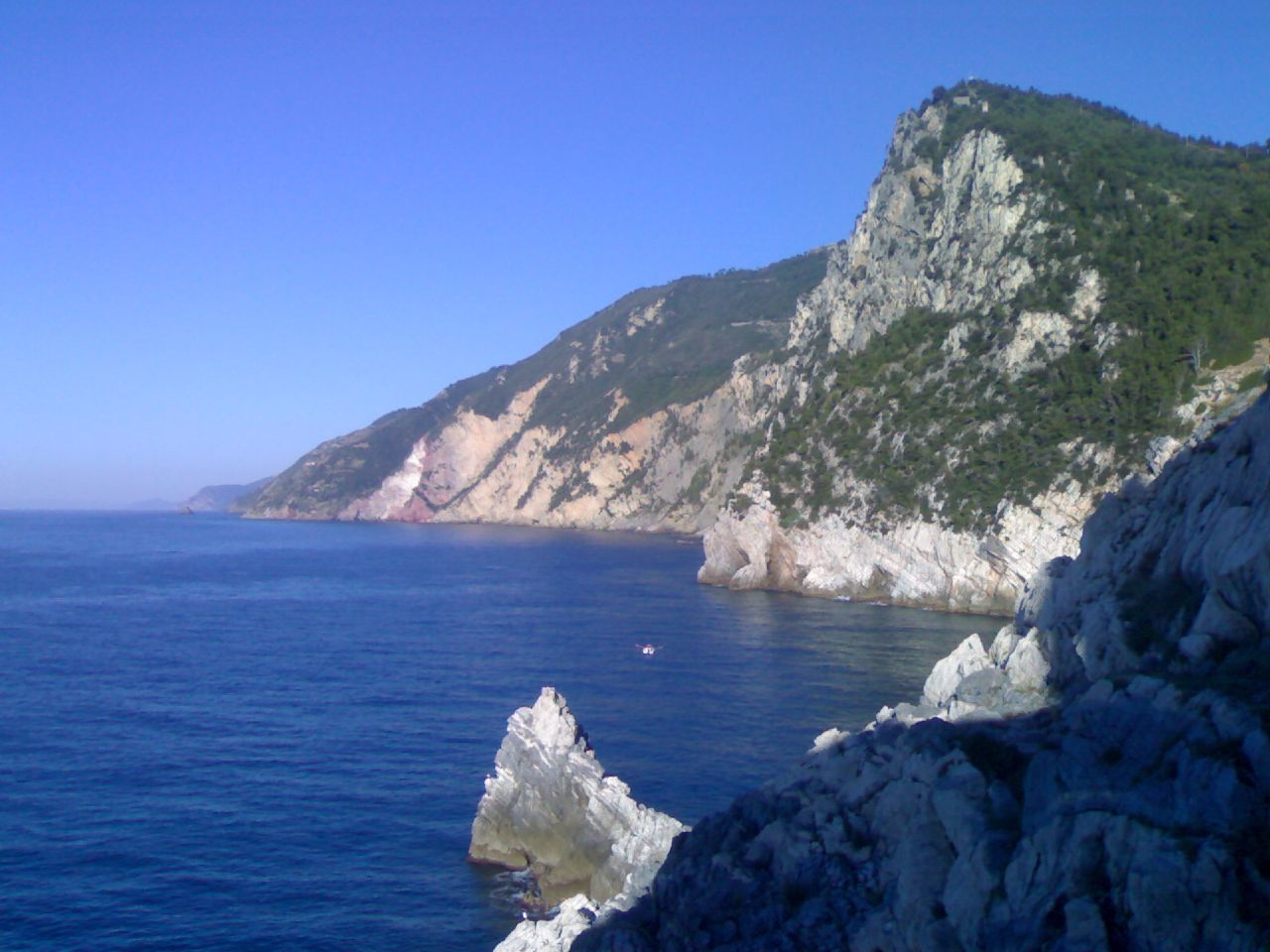
La costa rocciosa di Portovenere

## Amministrazioni
Amministrativamente la Riviera spezzina è costituita dai seguenti comuni:
- Deiva Marina
- Framura
- Bonassola
- Levanto
- Monterosso al Mare
- Vernazza
- Riomaggiore
- Portovenere